# Flos campi
Flos campi est une symphonie chorale pour alto, chœur et petit orchestre écrit par le compositeur anglais Ralph Vaughan Williams (1872-1958). Composée en 1925, elle fut créée le 10 octobre 1925 avec Lionel Tertis, altiste dédicataire, avec le Queen's Hall Orchestra sous la direction d'Henry Wood.
Son titre, en latin, peut être traduit par « fleurs des champs ». 

## Analyse de l'œuvre
Elle est jouée en un seul mouvement en six parties enchaînées et la durée d'exécution est d'environ vingt minutes. Chaque partie porte en exergue une citation du Cantique des Cantiques. Le chœur ne fait que des vocalises. 
1. Sicut Lilium in spinas (Lento, « comme le lis parmi les épines »)
2. Jam enim hiems transiit (Andante con moto, « Car voici, l'hiver est passé »)
3. Quaesivi quem diligit anima mea (Lento - Allegro moderato, « J'ai cherché mon aimé »)
4. Et lectulum Salomonis (Moderato alla marcia, « Voici le lit de Salomon »)
5. Revertere, revertere Sulamitis! (Andante quasi lento, « Reviens ! Reviens, O Sulamites » !)
6. Pone me ut signaculum (Moderato tranquillo, « Pose moi comme un signe sur ton âme »)